# Morbid Visions
| 전문가 평가 | 전문가 평가 |
| 평가 점수   | 평가 점수   |
| 출처        | 점수        |
| ----------- | ----------- |
| AllMusic    | [ 2 ]       |

《Morbid Visions》는 1986년 11월 10일 코구멜로 레코드가 발매한 브라질의 헤비 메탈 밴드 세풀투라의 데뷔 스튜디오 음반이다. 이후의 음반들이 좀 더 정치적인 우위를 점하고 있지만, 《Morbid Visions》(1985년 EP 《Bestial Destraation》과 함께)는 사탄적인 주제와 이미지로 눈에 띈다. 이 밴드는 많은 가사들이 베놈과 켈틱 프로스트와 같은 초기 익스트림 메탈 밴드의 가사를 본떠서 제작되었다고 말했다(음반 제목이 《Morbid Tales》와 유사하다는 점에 주목).

## 배경
그 음반의 제작 품질은 다소 좋지 않다. 로드러너가 재발행한 음반의 라이너 노트(《Bestial Devastation》의 수록곡 포함)에서, 막스 카발레라는 그 밴드가 녹음하는 동안 그들의 기타를 조율하는 것을 게을리했다는 것을 인정한다. 그들은 이 시점에서 겨우 영어를 배우기 시작했기 때문에, 그들은 사전을 사용하여 한 단어 한 단어로 가사를 번역해야만 했다. 1992년 이전의 모든 발매물들은 카를 오르프의 《카르미나 부라나》의 첫 악장을 이름 없는 도입부로 등장시켰다. 이 작곡은 아마도 저작권 문제 때문에 CD 재발매에서 제외되었다. 이것은 그 그룹의 원래 리드 기타리스트인 자이로 게드즈의 마지막 등장을 기념할 것이다.
이 음반은 《Bestial Devastation》과 함께 먹스와 이고르 카발레라가 2023년 카발레라 컨스피러시라는 이름으로 재녹음했다.

## 곡 목록
모든 곡들은 세풀투라에 의해 작사/작곡하였다.
| #  | 제목                     | 재생 시간 |
| -- | ------------------------ | --------- |
| 1. | 〈Morbid Visions〉       | 3:23      |
| 2. | 〈Mayhem〉               | 3:15      |
| 3. | 〈Troops of Doom〉       | 3:21      |
| 4. | 〈War〉                  | 5:32      |
| 5. | 〈Crucifixion〉          | 5:02      |
| 6. | 〈Show Me the Wrath〉    | 3:52      |
| 7. | 〈Funeral Rites〉        | 4:23      |
| 8. | 〈Empire of the Damned〉 | 4:24      |